# أيانا ووكر
أيانا ووكر (بالإنجليزية: Ayana Walker)‏ مواليد 10 سبتمبر 1979 في هيوستن، هي لاعبة كرة سلة أمريكية سابقة. بدأت مسيرتها الاحترافية في سنة 2002. تم اختيارها من قبل فريق ديترويت شوك خلال الدرافت. وحملت الرقم 12. يبلغ طولها 6 قدم 3 بوصة (1.9 م). اعتزلت اللعب في 2007. فازت بلقب دوري المحترفات.

## المسيرة الاحترافية
لعبت مع ديترويت شوك من سنة 2002 إلى 2005، ثم لعبت مع شارلوت ستينغ في موسم 2005–2006، ثم لعبت مع ديترويت شوك في سنة 2007.

## روابط خارجية
- أيانا ووكر على موقع الاتحاد الوطني لكرة السلة النسائية (الإنجليزية)
- أيانا ووكر على موقع كرة السلة الأوروبية.كوم (الإنجليزية)
- أيانا ووكر على موقع كلية كرة السلة في سبورتس رفرنس.كوم (الإنجليزية)
- أيانا ووكر على موقع بروبوليرز (الإنجليزية)
- أيانا ووكر على موقع سبورتس رفرنس (الإنجليزية)